# Stadion Z'dežele
Arena Petrol is een multifunctioneel voetbalstadion gelegen in de Sloveense stad Celje, dat tot september 2004 bekendstond als Športni Park Pod Golovcem. Het stadion werd geopend op 12 september 2003. De naam verwijst naar de voornaamste sponsor van het gebouw, de Sloveense oliemaatschappij Petrol.
Het complex fungeert als thuishaven van NK Publikum Celje, een club uit de hoogste Sloveense divisie, en sinds 2011 ook van NK Šampion. Het stadion werd van 2004 tot en met 2008 tevens gebruikt door het Sloveens voetbalelftal. Het verving in 2003 het oude stadion van NK Celje, de Skalna klet, dat sindsdien dienstdoet als trainingscomplex.

## Interlands
Het Sloveens voetbalelftal speelde tot op heden zeventien interlands in de Football Stadion Celje Arena Petrol.
| 1  | 31 maart 2004     | Slovenië – Letland            | 0 – 1 | Oefeninterland  |
| 2  | 4 september 2004  | Slovenië – Moldavië           | 3 – 0 | WK-kwalificatie |
| 3  | 9 oktober 2004    | Slovenië – Italië             | 1 – 0 | WK-kwalificatie |
| 4  | 9 februari 2005   | Slovenië – Tsjechië           | 0 – 3 | Oefeninterland  |
| 5  | 26 maart 2005     | Slovenië – Duitsland          | 0 – 1 | Oefeninterland  |
| 6  | 30 maart 2005     | Slovenië – Wit-Rusland        | 1 – 1 | WK-kwalificatie |
| 7  | 3 september 2005  | Slovenië – Noorwegen          | 2 – 3 | WK-kwalificatie |
| 8  | 12 oktober 2005   | Slovenië – Schotland          | 0 – 3 | WK-kwalificatie |
| 9  | 31 mei 2006       | Slovenië – Trinidad en Tobago | 3 – 1 | Oefeninterland  |
| 10 | 15 augustus 2006  | Slovenië – Israël             | 1 – 1 | Oefeninterland  |
| 11 | 7 oktober 2006    | Slovenië – Luxemburg          | 2 – 0 | EK-kwalificatie |
| 12 | 28 maart 2007     | Slovenië – Nederland          | 0 – 1 | EK-kwalificatie |
| 13 | 2 juni 2007       | Slovenië – Roemenië           | 1 – 2 | EK-kwalificatie |
| 14 | 12 september 2007 | Slovenië – Wit-Rusland        | 1 – 0 | EK-kwalificatie |
| 15 | 13 oktober 2007   | Slovenië – Albanië            | 0 – 0 | EK-kwalificatie |
| 16 | 21 november 2007  | Slovenië – Bulgarije          | 0 – 2 | EK-kwalificatie |
| 17 | 19 november 2013  | Slovenië – Canada             | 1 – 0 | Oefeninterland  |